# 双水杨酯

合成方式

双水杨酯是一种有机化合物，分子式C14H10O5，是二分子水杨酸形成的单酯，可作为非甾体抗炎药。